# Club alpin
Un club alpin est une organisation sociale structurée rassemblant des pratiquants d'alpinisme, de randonnée et d'autres sports de montagne. Ces clubs sportifs (ou fédérations) organisent notamment des compétitions d'escalade, des stages d'initiation et perfectionnement en alpinisme. Ils gèrent également des refuges de montagne et l'entretien de sentiers de randonnée.
Le terme dérive de la première organisation de ce type, l'Alpine Club britannique fondé en 1857, sous la forme d'un club de gentlemen passionnés par les ascensions et tourisme dans les Alpes. Cette structure fut ensuite imitée dans d'autres pays et les clubs alpins nationaux sont rapidement devenus une institution majeure des sports et loisirs en montagne. Avec plus d'un million de membres, le Club alpin allemand (Deutscher Alpenverein) est la plus grosse organisation de ce type.

## Liste de clubs alpins
Europe :
- Club alpin allemand ;
- Club alpin belge ;
- Club alpin britannique ;
- Club alpin français ;
- Club alpin italien ;
- Clup alpin roumain ;
- Club alpin suisse.

Amérique : 
- Club alpin américain ;
- Club alpin canadien.